# Cantón de Saintes-Oeste
El cantón de Saintes-Oeste era una división administrativa francesa, que estaba situada en el departamento de Charente Marítimo y la región de Poitou-Charentes.

## Composición
El cantón estaba formado por ocho comunas, más una fracción de la comuna que le daba su nombre:
- Chermignac
- Écurat
- Nieul-lès-Saintes
- Pessines
- Préguillac
- Saintes (fracción)
- Saint-Georges-des-Coteaux
- Thénac
- Varzay

## Supresión del cantón de Saintes-Oeste
En aplicación del Decreto n.º 2014-269 de 27 de febrero de 2014, el cantón de Saintes-Oeste fue suprimido el 22 de marzo de 2015 y sus 9 comunas pasaron a formar parte; cinco del nuevo cantón de Thénac, tres del nuevo cantón de Saint-Porchaire y una del nuevo cantón de Saintes.